# Крилівська сотня
Крилівська сотня (вона ж і Криловська сотня) — адміністративно-територіальна та військова одиниця за Гетьманщини (Військо Запорозьке Городове) з центром у містечку Крилів. Сотня першочергово створена і існувала в складі Чигиринського полку. Пізніше ліквідована, та наново створена аж у середині XVIII ст. вже у складі Миргородського полку. Новий сотенний центр знаходився по інший берег р. Тясмин у слободі з такою ж назвою — Крилів (пізніше з XIX ст. Новогеоргіївськ).

## Історія
Виникла ще у 1620-х роках у складі Чигиринського козацького полку як військово-територіальний підрозділ. Адміністративною одиницею стала за Зборівською угодою 1649 року. Мала 138 козаків, яких очолював Лесько Вовченко.
Як адміністративна одиниця ліквідована фактично у 1676 році після зречення булави Петра Дорошенка, юридично ж за Бахчисарайським миром 1681 року, ця територія мала бути незаселеною.
У 1744 році Крилівську сотню було відновлено за царським указом у складі Миргородського полку на Правобережжі для захисту течії і переправ Дніпра від татарських вторгнень на Лівобережну Україну.
У 1752 році указом Єлизавети Петрівни сотня ліквідована, а її територію включено до складу Нової Сербії, яку у свою чергу указом Катерини II у 1764 році включено у новостворену Новоросійську губернію.

## Населені пункти
Містечка: Крилів, Глинськ.
Села: Андрусівка, Биківка, Войтове, Горобцівка, Калантаїв, Криліївка, Стецівка, Федорки, Хомівка, Маріампільський хутір.
Слобідки: Данилівка, Скубіївка.
Хутори:
- козака Івана Бабича
- козаків Буличенків Марка і Панька
- козаків Бутків Василя і Яцька
- козака Степана Ворожки
- крилівського отамана Павла Делятинського
- хорунжого Олексія Костини
- сина полкового хорунжого Леонтієва — Івана Леонтієва
- козака Івана Москаленка
- козака Семена Павлова
- крилівського сотника Григорія Рудя
- козака Івана Скирти
- значкового товариша Василя Устимовича
- значкового товариша Дмитра Устимовича
- власівського священика Назара Устимовича
- табуриського намісника Онисія Яковенка

## Сотенний устрій

### Сотники
| - Вовченко Фесько (? — 1649 — ?) - Вовченко Ян (? — 1656 — ?) - Вовченко Ясько (? — 1659 — ?) - Таранченко Ясько (1659) - Карпич Олекса (? — 1660 — ?) - Черкас Яцько (? — 1663 — ?) - Панасенко Фесько (? — 1670 — ?) - Максим (? — 1672 — ?) - Москаленко Іван (? — 1674 — ?) - Серховецький (? — 1676 — ?) — | - Рудь Григорій (? — 1745—1752 — ?) |

### Писарі
- Дейнека Юхим (? — 1745 — ?)
- Стебранов Іван (? — 1752 — ?)

### Осавули
- Лисяк Іван (? — 1752 — ?)

### Хорунжі
- Костина Олексій (? — 1752 — ?)

### Городові отамани
| - Яценко Ілляш (? — 1656 — ?) - Федір Якович (? — 1660 — ?) - Бабич Іван, Дик Семен (? — 1670 — ?) - Коломійченко Іван (? — 1675 — ?) — | - Дик Федір (? — 1707 — ?) - Семен Павлович (? — 1745 — ?) - Делятинський Павло (? — 1752—1753 — ?) - Проценко Григорій (1752, похідний отаман) |